# NGC 2448
NGC 2448 é um asterismo na direção da constelação de Puppis. O objeto foi descoberto pelo astrônomo John Herschel em 1831, usando um telescópio refletor com abertura de 18,6 polegadas. 